# ユクスキュル家

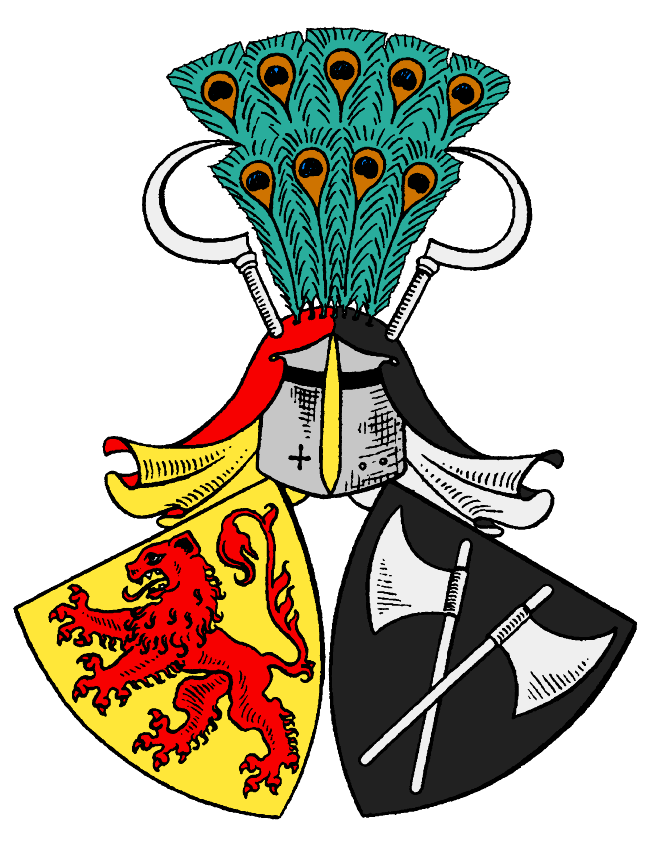
ユクスキュル家の1475年以降の紋章

ユクスキュル（ドイツ語: Uexküll）家は、ドイツ騎士修道会に参加して封土を得た男爵家で、13世紀まで遡るバルト・ドイツきっての名家である。
以下の出身者が知られる。
- ヤーコプ・フォン・ユクスキュル（Jakob Johann Baron von Uexküll、1864年 – 1944年） - エストニア出身の、ドイツの生物学者、哲学者。
- ヤコブ・フォン・ユクスキュル（英語版）（1944年 - ） - スウェーデンの政治家、著述家。ライト・ライブリフッド賞創設者。